# Castelo de Carmarthen

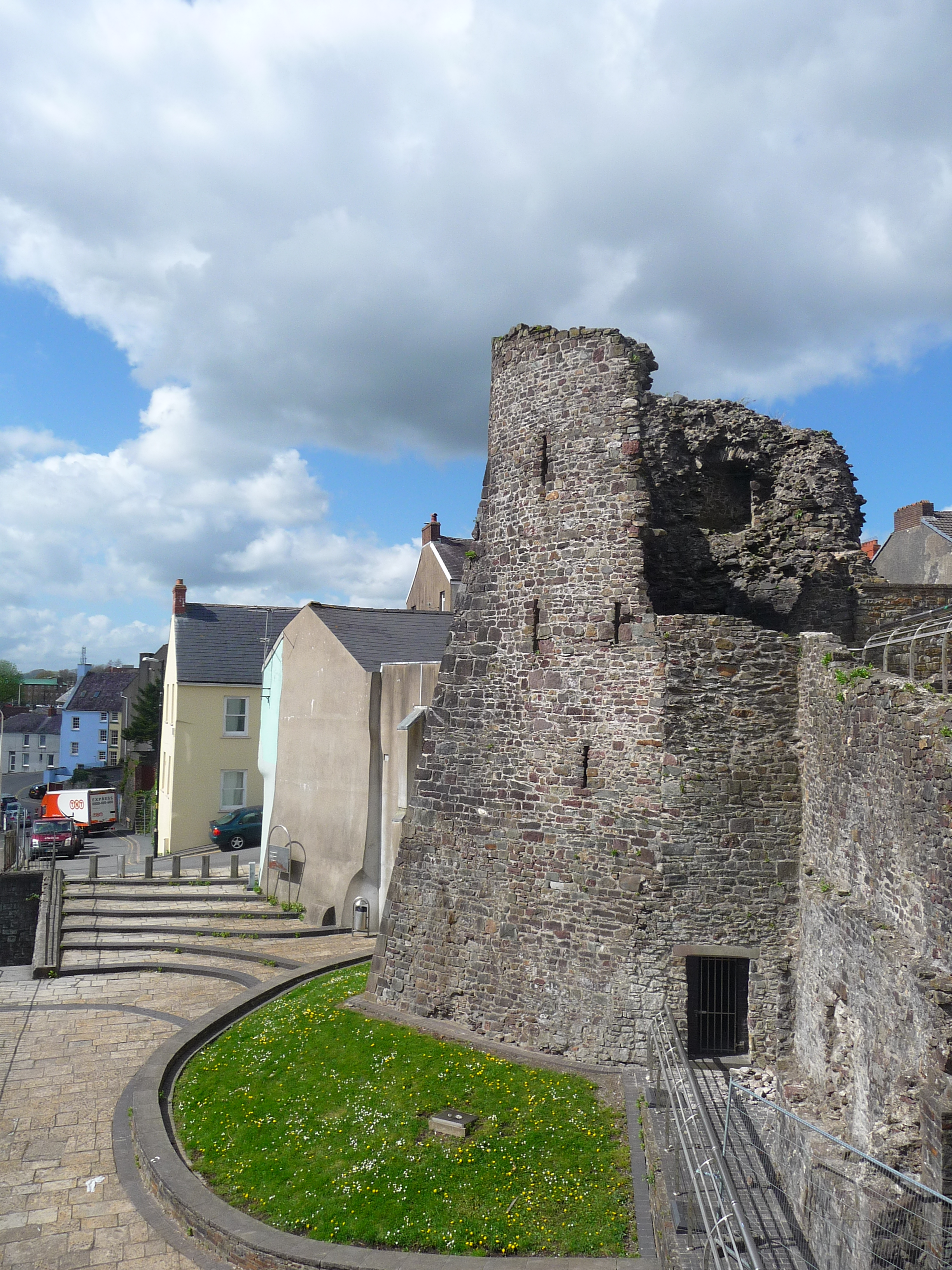
Castelo de Carmarthen, País de Gales.

O Castelo de Carmarthen (em língua inglesa Carmarthen Castle) é um castelo atualmente em ruínas localizado em Carmarthen, Carmarthenshire, País de Gales.
Encontra-se classificado no Grau "I" do "listed building" desde 18 de agosto de 1954.